# Sipyloidea reticulata
Sipyloidea reticulata is een insect uit de orde Phasmatodea en de familie Diapheromeridae. De wetenschappelijke naam van deze soort is voor het eerst geldig gepubliceerd in 1930 door Günther.